# ミンコフスキー (小惑星)
ミンコフスキー (12493 Minkowski) は小惑星帯に位置する小惑星である。1997年8月4日にイタリア系アメリカ人の天文家パオロ・G・コンバがプレスコット天文台で発見した。
アインシュタインの相対性理論に数学的基礎を与えたドイツ人の数学者、ヘルマン・ミンコフスキーに因んで命名された。